# الحسن واتارا
 الحسن عبد الرحمن واتارا  (بالفرنسية: Alassane Dramane Ouattara) (مواليد 1 يناير 1942) هو سياسي إيفواري ورئيس ساحل العاج منذ 2011. كما شغل منصب رئيس وزراء ساحل العاج في الفترة من نوفمبر 1990 إلى ديسمبر 1993. وهو حاليا رئيس حزب تجمع الجمهوريين، وهو الحزب الذي يتخذ من شمال ساحل العاج قاعدة له.
الحسن واتارا أيضا خبير اقتصادي، عمل في صندوق النقد الدولي والبنك المركزي لدول غرب أفريقيا.

## الحياة الأسرية
هو ابن درامان واتارا، معلم وتاجر ناجح، وحاجه نابينتو واتارا.ينحدر من سلالة الإمبراطور سيكو عمر واتارا (1665-1745)، أول ملوك سلالة واتارا في إمبراطورية كونغ، التي تقع على جانبي مالي حاليًا وغانا وبوركينا فاسو وساحل العاج.

## عمله في المؤسسات المالية
عمل الحسن واتارا خبيراً اقتصادياً في صندوق النقد الدولي في واشنطن من 1968 إلى 1973، وبعد ذلك تولى منصب ممثل ساحل العاج في البنك المركزي لدول غرب أفريقيا في باريس من 1973 حتى 1975. في البنك المركزي لدول غرب أفريقيا، اختير مستشاراً خاصاً لمحافظ البنك ومديراً للبحوث من فبراير 1975 إلى نوفمبر 1982، ثم اختير نائباً لمحافظ البنك من يناير 1983 إلى أكتوبر عام 1984.
وفي الفترة من نوفمبر 1984 إلى أكتوبر عام 1988 كان مديراً لقسم أفريقيا في صندوق النقد الدولي، وفي مايو 1987، إضيف إليه منصب مستشار العضو المنتدب في صندوق النقد الدولي. في 28 أكتوبر عام 1988 عين محافظا للبنك المركزي لدول غرب أفريقيا، وأدى اليمين الدستورية في 22 ديسمبر عام 1988.

## رئيس الوزراء
في أبريل 1990، عين واتارا رئيسا للجنة التنسيق المشترك بين الوزارات لتحقيق الاستقرار والانتعاش الاقتصادي لساحل العاج من قبل رئيس ساحل العاج فيليكس هوفوييه بوانييه، مع استمراره محافظا للبنك المركزي لدول غرب أفريقيا. وفي 7 نوفمبر 1990، أصبح رئيساً للوزراء في كوت ديفوار.
أثناء شغله منصب رئيس الوزراء، أدى واتارا مهام الرئاسة ليصبح المجموع 18 شهرا، في الفترة من مارس 1993 حتى ديسمبر 1993، عندما كان هوفوييه بوانييه مريضا.
توفي هوفويت بوانيي في 7 ديسمبر عام 1993، وأعلن عن وفاته واتارا، قائلا أن «ساحل العاج أصبحت يتيمة». وأصبح هنالك صراع بينه وبين هنري كونان بيديه رئيس الجمعية الوطنية (البرلمان)، على الرئاسة. وعندما فاز بيدييه بالمنصب، استقال واتارا من منصب رئيس الوزراء يوم 9 ديسمبر. ثم عاد واتارا إلى صندوق النقد الدولي في منصب نائب المدير العام، وشغل هذا المنصب من 1 يوليو 1994 إلى 31 يوليو 1999. to July 31, 1999.

## انتخابات 1995
قبل أنتخابات أكتوبر 1995 الرئاسية، في خطوة كان ينظر إليها على أنها تهدف إلى منع واتارا من ترشيح نفسه للرئاسة، وافقت الجمعية الوطنية لساحل العاج على قانون للانتخابات يمنع المرشحين إذا كان أحد آبائهم من جنسية أجنبية، أو إذا لم يكونوا يقيمون في ساحل العاج في السنوات الخمس السابقة.
انشق حزب تجمع الجمهوريين عن الحزب الديمقراطي الحاكم في ساحل العاج ليصبح حزب معارضة وذلك في عام 1994، سعى خلف واتارا من أجل أن يكون مرشحه للرئاسة على الرغم من قانون الانتخابات. في يونيو 1995، اجتمع جيني كوبينا الأمين العام لحزب تجمع الجمهوريين مع واتارا، وأبدى واتارا موافقته على الترشح. ورشح الحزب واتارا ليكون مرشحا رئاسيا في 3 يوليو عام 1995 في مؤتمره العادي الأول.
لم تغير الحكومة قانون الانتخابات، ورفضت ترشيح واتارا. قاطع حزب تجمع الجمهوريين الانتخابات، بالاتفاق مع الجبهة الشعبية الايفوارية بزعامة لوران جباجبو، مما جعل فوز مرشح الحزب الديمقراطي الحاكم الرئيس هنري كونان بيديه سهلا.

## رئاسته لحزب تجمع الجمهوريين
أثناء شغله لمنصب نائب العضو المنتدب في صندوق النقد الدولي، أعلن واتارا في مارس 1998 عن نيته في العودة إلى ساحل العاج، والمشاركة في الحياة السياسية من جديد.
بعد خروجه من صندوق النقد الدولي في يوليو 1999، انتخب رئيسا لحزب تجمع الجمهوريين في 1 أغسطس عام 1999، في مؤتمر استثنائي للحزب، فضلا عن كونه اختيار مرشحه للانتخابات الرئاسية المقبلة. وقال أنه كان مؤهلا للمشاركة في الانتخابات، مشيرا إلى الوثائق التي قال أنها أظهرت أنه ووالديه مولودين في ساحل العاج.
وصف الرئيس بيدييه واتارا بأنه من بوركينا فاسو، وقال إن هوفويت بوانيي «أرسل في طلب الحسن واتارا ليهتم بالاقتصاد فقط». حصل واتارا على شهادة الجنسية صدرت في أواخر سبتمبر 1999، إلا أن المحكمة ألغتها يوم 27 أكتوبر.
صدرت مذكرة توقيف بحق وتارة في 29 أكتوبر، رغم أنه كان خارج البلاد في ذلك الوقت، ومع هذا، فقد قال أنه سيعود من أواخر ديسمبر. في 24 ديسمبر، استولى الجيش على السلطة، وأطاح ببيدييه. عاد أوتارا إلى ساحل العاج بعد ثلاثة أشهر من فرنسا في 29 ديسمبر، مشيدا بالإطاحة ببيدييه ووصفها بأنها «ليست انقلابا»، ولكن «ثورة مدعومة من قبل كل شعب ساحل العاج».
أقر الدستور الجديد في استفتاء أجري في يوليو 2000، المثير للجدل والذي يمنع المرشحين للرئاسة ما لم يكن كلا والديهم من ساحل العاج، لذا استبعد واتارا من الانتخابات الرئاسية في ساحل العاج عام 2000. اسهمت الظروف المحيطة بهذه القضية، في الحرب الأهلية في ساحل العاج، والتي اندلعت في عام 2002.
عندما سئل رئيس بوركينا فاسو بليز كومباوري في مقابلة عن جنسية واتارا، أجاب: «بالنسبة لنا الأمور بسيطة: إنه لم يأت من بوركينا فاسو، لم يولد ولم يتزوج أو يتجنس بجنسيتنا، كما أن هذا الرجل كان رئيسا لوزراء ساحل العاج».
أكد الرئيس جباجبو في 6 أغسطس 2007، أن واتارا لن يستطيع المشاركة في الانتخابات الرئاسية المقبلة في ساحل العاج. تم الإعلان عن أن واتارا هو مرشح حزب تجمع الجمهوريين للانتخابات الرئاسية في مؤتمره العادي الثاني في فبراير 2008؛ كما أعيد انتخابه رئيسا للحزب لخمس سنوات أخرى. وفي هذا المؤتمر، دعا المتمردين السابقين والذي تبرأ منهم من قبل، بالتعاون مع حزبه في الانتخابات القادمة.
تجمع الجمهوريين والحزب الديمقراطي على حد سواء من أعضاء التجمع من Houphouëtistes، وتارة حين بيدييه وسيتم تشغيل بشكل منفصل في الجولة الأولى، فإن كل وافقت على دعم أخرى إلا إذا كان الطرف الآخر يجعله في جولة ثانية محتملة.

## الرئاسة

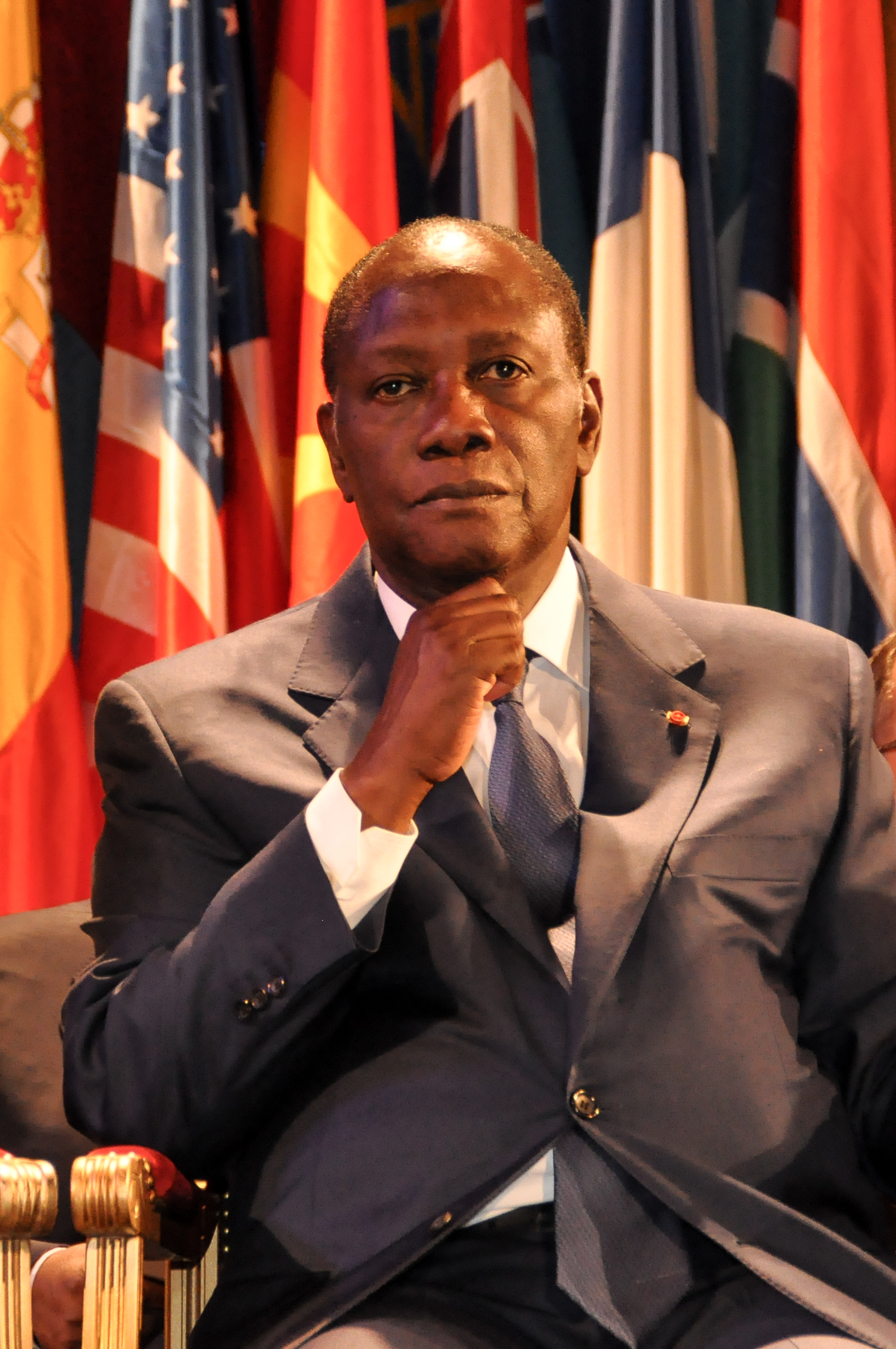
واتارا في اليونسكو في سبتمبر 2011

في 28 نوفمبر 2010 واجه واتارا في الانتخابات الرئاسية الرئيس المنتهية ولايته لوران غباغبو وحصل غباغبو على 38 في المئة مقابل 32 في المئة لواتارا في الجولة الأولى من الانتخابات وأدّى السباق للفوز بالرئاسة إلى التركيز على انقسام بين الشمال والجنوب كان في لب الحرب وكان السبب في تأجيلات لاجراء الانتخابات.
و في جولة الحسم التانية فاز واتارا بنسبة 54.1 في المائة من الأصوات أمام منافسه الذي أحرز 45.9 في المئة من الأصوات.
اعتبرت الامم المتحدة والأسرة الدولية الحسن وتارا فائزا في الانتخابات. لكن المجلس الدستوري أعلن غباغبو فائزا.
وازداد الاحتقان والاتجاه نحو المواجهة حيث دعا معسكر وتارا أنصاره إلى خوض «معركة سلمية» بهدف السيطرة على التلفزيون الحكومي والمقار الحكومية التي يسيطر عليها الرئيس المنتهية ولايته.
عرض الحسن واتارا عدد من المناصب الحكومية على أعضاء في مجلس وزراء منافسه الرئيس المنتهية ولايته لوران جباجبو في حالة تنحي جباجبو عن حكم البلاد، ونجح في ضم وزير مالية جباجبو السابق تشارلز كوفي ديبي إلى حكومته في خطوة ليجرد جباجبو من مسئول امتدح لدوره في محادثات الديون.

## روابط خارجية
- الحسن واتارا على موقع الموسوعة البريطانية (الإنجليزية)
- الحسن واتارا على موقع مونزينجر (الألمانية)